# Mustafa Barzani
Mustafa Barzani (Arabisch: مصطفى البارزاني, Muṣṭafā al-Bārzānī) (Barzan, 14 maart 1903 - Washington D.C., 1 maart 1979) was een Koerdisch politicus. Hij wordt door sommige Koerden gezien als "Vader der Koerden", in het Koerdisch "Babê Kurda" (met name bij de aanhang van de KDP, die momenteel wordt geleid door zijn zoon Massoud Barzani).
Op 14 maart 1903 kwam Mustafa Barzani ter wereld in het dorpje Barzan in het huidige Irak. Al op zeer jonge leeftijd (3 jaar) zat hij gevangen met zijn moeder in Mosoel, nadat er een opstand was tegen het Ottomaanse Rijk. 
In 1919 maakte hij samen met Sheikh Mahmoud deel uit van een leger dat vocht tegen de Engelsen. Het lukte de Koerden voor twee jaar een Islamitisch Koninkrijk te vestigen in Suleimaniya.
In 1932 week hij uit naar Turkije met zijn Peshmerga-soldaten.
Hij verbleef in Barzan en in 1945 vocht hij met zijn troepen tegen het Iraakse leger dat direct door de Britse Air Force werd geholpen. Later week hij uit en ging naar Mahabad.
Hij was medeoprichter van de Republiek van Mahabad. In 1946 richtten zij onder leiding van Qazi Mohamed een Koerdische republiek op. Mustafa Barzani werd opperbevelhebber over de Koerdische Peshmerga. Daar richtte hij op 16 augustus 1946 de KDP op, de Koerdische Democratische Partij. Nog steeds is deze partij de grootste in de Koerdische gebieden. 
Na de val van de Republiek ging hij naar de Sovjet-Unie. Op 11 september 1961, nadat hij als held verwelkomd werd door de Koerden in Irak, begonnen hij en zijn mannen aan de strijd tegen Irak.
Het lukte hen om op 11 maart 1970 autonomie te verkrijgen voor drie provincies in Irak: Duhok, Erbil en Suleimaniya. In 1974 nam hij met zijn mannen de stad Kirkoek in en wilden zij onafhankelijkheid uitroepen. Iran en Irak werkten samen en sloegen de Koerden neer.
Op donderdag 1 maart 1979 overleed Mustafa Barzani in Washington, nadat hij vanuit Iran daarheen was gegaan voor medische behandeling.
Hij werd in Shino (Iran) begraven, maar in 1994 werd zijn lichaam naar Barzan overgebracht, waar hij onder grote belangstelling werd herbegraven.
Vooral in het westelijke gedeelte van Noord-Irak (waaronder Duhok en Erbil), dat sinds begin jaren 90 onder het gezag van de KDP viel, is zijn portret veelvuldig te vinden. Ook staat er in de stad Duhok een groot standbeeld van Mustafa Barzani.